# Vdiralec
Vdiralec (angleško cracker) je oseba, ki uporablja svoje znanje računalništva v nelegalne namene, kot so kraja podatkov, vdori v računalniške sisteme in podobno.
Vdiralec pridobiva podatke in vdira v določen sistem:
- S programom, po možnosti takim, ki ga je sam naredil, pridobi podatke o žrtvi. Na primer: IP številko žrtve, porte (vrata) ki so odprta v žrtvinem računalniku in podobno
- S programom vdre v žrtvin računalnik.
- Ko si pridobi dostop do žrtvinega računalnika, v njem odpre stranska vrata, preko katerih lahko vedno dostopa v računalnik.